# Жимолость татарская
Жимолость татарская (лат. Lonícera tatárica) — растение рода Жимолость семейства Жимолостные, декоративный кустарник.

## Ботаническое описание
Жимолость татарская — листопадный кустарник высотой 1—3 м.
Побеги полые. Кора молодых побегов желтовато-бурая, покрытая мелкими тёмными чечевичками; у старых побегов кора серая, отслаивается полосами.
Листья яйцевидные или продолговато-яйцевидные, 3—6 см длиной, цельнокрайные.
Цветки парные, длиной до 2 см, с двугубым венчиком белого или розового цвета, расположены в пазухах листьев. Цветёт жимолость татарская в мае — июне.
Плоды шаровидные, красные или оранжевые, часто сросшиеся парами в основании, диаметром около 6 мм, созревают в июле — августе. Несъедобные, горькие на вкус.

## Распространение и экология
В диком виде растёт на юго-востоке европейской части России, в Сибири, предгорьях Тянь-Шаня и Алтая. Вид внесен в ботанический атлас растений Ленинградской области.

## Значение и применение
Жимолость татарская благодаря быстрому росту и неприхотливости часто выращивается в качестве декоративного кустарника. Особенно декоративна она во время цветения и плодоношения. Ягоды несъедобны для человека, но активно поедаются птицами.
Морозоустойчива и засухоустойчива, нетребовательна к качеству почвы. Легко размножается семенами и черенками. Существует несколько садовых форм, различающихся окраской цветков, формой листьев и компактностью куста.
Хороший майско-июньский медонос. Мёд светлый, пыльца грязновато-жёлтая. Рекомендуется использовать при посадке вокруг пасек для заполнения без медосборного периода наступающего после цветения садов. Много нектара выделяет перед дождём. Один цветок выделяет 0,580 мг сахара в нектаре. Нектар содержит 40—50% сахаров. Продуктивность чистых насаждений 60 кг/га. Мёд светлый, приятного вкуса и аромата.

## Классификация

### Таксономия
Lonicera tatarica L., 1753, Sp. Pl.: 173
Вид Жимолость татарская относится к роду Жимолость (Lonicera) семейства Жимолостные (Caprifoliaceae) порядка Ворсянкоцветные (Dipsacales). Кладограмма в соответствии с Системой APG IV по состоянию на декабрь 2023 года:
|  |                                      |  |                                   |                                   |                       |  | ещё 1 семейство | ещё 1 семейство |                     |  |                        |  | еще 194 подтвержденных вида и 113 видов, ожидающих подтверждения | еще 194 подтвержденных вида и 113 видов, ожидающих подтверждения |  |
|  |                                      |  |                                   |                                   |                       |  | ещё 1 семейство | ещё 1 семейство |                     |  |                        |  | еще 194 подтвержденных вида и 113 видов, ожидающих подтверждения | еще 194 подтвержденных вида и 113 видов, ожидающих подтверждения |  |
|  |                                      |  |                                   | порядок Ворсянкоцветные           |                       |  |                 |                 | род Жимолость       |  |                        |  |                                                                  |                                                                  |  |
|  |                                      |  |                                   | порядок Ворсянкоцветные           |                       |  |                 |                 | род Жимолость       |  | 1 внутривидовой таксон |  |                                                                  |                                                                  |  |
|  | отдел Цветковые, или Покрытосеменные |  |                                   |                                   | семейство Жимолостные |  |                 |                 | Жимолость татарская |  |                        |  |                                                                  |                                                                  |  |
|  | отдел Цветковые, или Покрытосеменные |  |                                   |                                   |                       |  |                 |                 |                     |  |                        |  |                                                                  |                                                                  |  |
|  |                                      |  | ещё 63 порядка цветковых растений | ещё 63 порядка цветковых растений |                       |  |                 | ещё 28 родов    | ещё 28 родов        |  |                        |  |                                                                  |                                                                  |  |
|  |                                      |  |                                   | ещё 63 порядка цветковых растений |                       |  |                 |                 | ещё 28 родов        |  |                        |  |                                                                  |                                                                  |  |

### Синонимы
- Caprifolium tataricum (L.) Kuntze
- Chamaecerasus tatarica Medik.
- Lonicera angustata Wender.
- Lonicera karataviensis Pavlov
- Lonicera parvifolia Hayne
- Lonicera splendens J.L.Budd.
- Lonicera tatarica f. tatarica
- Lonicera tatarica var. albiflora DC.
- Lonicera tatarica var. micrantha Trautv.
- Lonicera tatarica var. puberula Regel & Winkl.
- Lonicera tatarica var. rubriflora DC.
- Lonicera tatarica var. tatarica